# Caisse de garantie du logement locatif social
La Caisse de garantie du logement locatif social (CGLLS) est un établissement public national français à caractère administratif (EPA) créé par la loi SRU du 13 décembre 2000. La CGLLS est également une institution financière spécialisée (IFS) relevant du code monétaire et financier. La CGLLS s’est substituée de plein droit dans les droits et obligations de la Caisse de garantie du logement social (CGLS) créée en 1986.

## Composition du conseil d'administration
La caisse  est administrée par un conseil d’administration qui comprend deux représentants du ministre chargé du logement, un représentant du ministre chargé du budget, un représentant du ministre chargé de l'économie, un représentant du ministre chargé de la ville, un représentant du ministre chargé de l'outre-mer, trois représentants de l'Union sociale de l'habitat, un représentant de la fédération nationale des entreprises, un représentant des fédérations des organismes de maîtrise d'ouvrage d'insertion et une personnalité qualifiée dans le domaine du logement.
Les douze administrateurs sont nommés par arrêté interministériel pour une durée de trois ans. Leur mandat est renouvelable.
Le conseil d'administration est présidé par Maryse Prat élue le 6 juillet 2022 pour un mandat de trois ans. Elle succède à  Michel Ménard,.

## Direction et contrôle
La caisse  est dirigée par Marianne Laurent depuis 2021. Elle succède à Denis Burckel et Catherine Aubey-Berthelot.
En tant que société de financement , la cglls dispose de deux dirigeants effectifs. Aux côtés de Marianne Laurent, Claude Bonacossa occupe le poste de directeur general adjoint depuis le 23 septembre 2024 et est le second dirigeant effectif de l'établissement.
La CGLLS est placée sous la tutelle conjointe du ministre chargé du logement et du ministre chargé de l’économie et des finances. Un agent comptable applique les dispositions en matière de comptabilité publique définies par les décrets n° 53-1227 du 10 décembre 1953 et n° 62-1587 du 29 décembre 1962.
La CGLLS est soumise au contrôle de la Commission bancaire et de la Cour des comptes. Elle est dotée d’un commissaire du gouvernement. Un comité d’audit est également mis en place. 

## Activités
La CGLLS garantit les prêts de la Caisse des dépôts et consignations (CDC) consentis aux organismes constructeurs de logements locatifs sociaux et aide les organismes de logement locatif social en difficulté par le biais de prêts ou de subventions directes. La caisse de garantie du logement locatif social ne peut accorder sa garantie à la Caisse des dépôts et Consignations pour le remboursement des échéances d’un prêt en principal, intérêts, intérêts moratoires et accessoires qu’au vu d’une analyse écrite préalable du risque couru. Elle peut refuser sa garantie ou l’assortir de conditions. Elle peut demander une sûreté en contrepartie de sa garantie. De plus, elle concourt, par ses participations aux frais de l’union et des fédérations groupant les organismes HLM et les SEM, à assurer leur meilleur fonctionnement et la coordination de leurs activités. 
Des concours aux associations nationales de locataires (ANL) représentatives et aux associations départementales d’information sur le logement (ADIL) sont également octroyés.
Dans le cadre de ses missions de prévention des difficultés financières et de redressement des organismes HLM et des SEM, la CGLLS contribue à assurer la qualité de l’habitat des organismes fragiles ou en difficulté.
Elle favorise la réorganisation des organismes HLM et leur regroupement et finance leurs actions de formation ou de soutien technique pour leur permettre de mener à bien des opérations de renouvellement urbain. 
Une commission a été créée pour statuer sur ces concours. Placée auprès du conseil d’administration de la CGLLS, cette commission est composée majoritairement de représentants de l’Union sociale pour l'habitat et comprend un représentant de l’Agence nationale pour la rénovation urbaine (ANRU).
Enfin, la CGLLS participe au financement de l’ANRU.
Ses ressources sont assurées par deux cotisations de type déclaratif recouvrées auprès des organismes de logement locatif social, les commissions perçues sur les garanties octroyées, les intérêts des prêts et les produits d’un portefeuille de placement.